# Alejandro de Tomaso
Alejandro de Tomaso (* 10. Juli 1928 in Buenos Aires, Argentinien; † 21. Mai 2003 in Modena, Italien) war ein argentinischer Automobilrennfahrer und Gründer des Sportwagenherstellers De Tomaso Modena S.p.A.

## Biografie

### Persönliches
Alejandro de Tomaso wurde als Sohn des sozialistischen Politikers Antonio de Tomaso (1889–1933) geboren, der seinerseits von italienischen Einwanderern abstammte. Sein Vater starb, als Alejandro de Tomaso fünf war. Im Alter von 15 Jahren verließ er die Schule und lebte von Gelegenheitstätigkeiten unter anderem als Lastwagenfahrer. Nach einer Quelle betätigte er sich in seinem Heimatland politisch; so soll er eine anti-peronistische Untergrundzeitschrift herausgegeben haben. Bereits in Argentinien fuhr er wiederholt Autorennen. 1955 zog de Tomaso nach Italien. Die Hintergründe hierfür sind unklar. Nach einigen Quellen emigrierte er aus politischen Gründen, nach anderen Berichten erfolgte die Auswanderung, weil de Tomaso in Italien bessere Perspektiven für seine Rennfahrerkarriere sah.
De Tomaso war zweimal verheiratet. Seiner ersten, in Argentinien geschlossenen Ehe mit Lola Guiraldes entstammten die Söhne Santiago, Alessandro und Pablo De Tomaso. 1958 heiratete De Tomaso die US-amerikanische Rennfahrerin Isabelle Haskell, die er kennenlernte, als sie Teile für ihren Maserati kaufte. Haskell gehörte als Enkelin von William C. Durant, dem Gründer von General Motors, einer wohlhabenden Unternehmerfamilie an und finanzierte in den ersten Jahren die Automobil- und Motorsportprojekte ihres Mannes.
1993 erlitt Alejandro de Tomaso einen schweren Schlaganfall, in dessen Folge er auf einen Rollstuhl angewiesen war. Seine Frau und sein Sohn Santiago de Tomaso übernahmen daraufhin die Leitung des Unternehmens, das 2004 zahlungsunfähig war und nach mehreren Übernahmen 2012 aufgelöst wurde.

### Rennfahrer
Nach der Auswanderung nach Italien 1955 setzte Alejandro de Tomaso seine Tätigkeit als Rennfahrer fort und fuhr 1957 und 1959 je ein Rennen zur Formel-1-Weltmeisterschaft.

### Unternehmer
1959 gründete de Tomaso in Modena seine eigene Automobilfabrik und baute zunächst Rennwagen. Von 1961 bis 1963 war sein Werksteam Scuderia De Tomaso, das er nach seiner Ehefrau zeitweise Scuderia Isobel De Tomaso nannte, erfolglos in der Formel 1 vertreten. 1970 kehrte sein Unternehmen mit dem von Frank Williams eingesetzten De Tomaso 505 kurzzeitig als Chassislieferant zurück; das Projekt endete allerdings, nachdem der Williams-Pilot Piers Courage beim Großen Preis der Niederlande in Zandvoort mit seinem 505 tödlich verunglückt war.
Ab 1963 stellte De Tomaso unter eigenem Namen Straßensportwagen her. Seit den 1960er-Jahren versuchte er, einen breit aufgestellten Konzern aufzubauen. Den Beginn machte der Erwerb der Carrozzeria Ghia, die er 1969 an Ford verkaufte. Einige Jahre lang kooperierte er daraufhin mit dem Ford-Konzern, der für den Absatz seiner Sportwagen sorgte. In diese Zeit fiel vor allem die Produktion des Mittelmotorsportwagens Pantera, die Ford weitgehend finanzierte. Nachdem die Verbindung mit Ford 1974 zerbrochen war, erwarb de Tomaso den traditionsreichen Hersteller Maserati, wenig später auch den Motorradhersteller Benelli und das Karosseriewerk Innocenti. Nachdem der Fiat-Konzern 1986 Alfa Romeo übernommen hatte, war De Tomaso Gruppe der größte unabhängige italienische Automobilhersteller. Ab 1988 verkaufte De Tomaso seine Maserati-Anteile schrittweise an den Fiat-Konzern; die Übernahme war 1993 vollzogen.
Alejandro de Tomaso war eine schillernde Persönlichkeit in der Geschichte der Sportwagenhersteller. Seine Ideen und Erfahrungen als Rennfahrer ließ er in die Planung und Entwicklung seiner Hochleistungssportwagen einfließen. Mit seinen Firmen brachte er viele Sportwagen auf den Markt, die in Europa wie auch in den USA erfolgreich waren. Hierzu gehören die Modelle Mangusta, Pantera und Longchamp, ferner die Maserati Biturbo-Baureihe, die Maserati zu einem Serienhersteller machte und das Unternehmen nach Jahren wirtschaftlicher Schwierigkeiten wieder in die Gewinnzone brachte.

### Einschätzungen
Alejandro de Tomaso galt im persönlichen Umgang als schwierig. Zeitgenossen beschrieben ihn als sprunghaft; er habe eine „sehr kurze Aufmerksamkeitsspanne“ gehabt. Der Designer Tom Tjaarda, der lange mit ihm zusammenarbeitete und fast alle Karosserien für De Tomaso entwarf, bezeichnete ihn als Spieler, der versucht habe, Giovanni Agnelli herauszufordern.

## Statistik

### Statistik in der Automobil-Weltmeisterschaft

#### Gesamtübersicht
| Saison | Team                | Chassis     | Motor          | Rennen | Siege | Zweiter | Dritter | Poles | schn. Rennrunden | Punkte | WM-Pos. |
| ------ | ------------------- | ----------- | -------------- | ------ | ----- | ------- | ------- | ----- | ---------------- | ------ | ------- |
| 1957   | Scuderia Centro Sud | Ferrari 500 | Ferrari 2.5 L4 | 1      | −     | −       | −       | −     | −                | −      | NC      |
| 1959   | O.S.C.A.            | Cooper T43  | Osca 2.0 L4    | 1      | −     | −       | −       | −     | −                | −      | NC      |
| Gesamt | Gesamt              | Gesamt      | Gesamt         | 2      | −     | −       | −       | −     | −                | −      |         |

#### Einzelergebnisse
| Saison | 1 | 2 | 3 | 4 | 5 | 6 | 7 | 8   | 9 |
| ------ | - | - | - | - | - | - | - | --- | - |
| 1957   |   |   |   |   |   |   |   |     |   |
| 9      |   |   |   |   |   |   |   |     |   |
| 1959   |   |   |   |   |   |   |   |     |   |
|        |   |   |   |   |   |   |   | DNF |   |

| Legende  | Legende            | Legende                                                          |
| Farbe    | Abkürzung          | Bedeutung                                                        |
| -------- | ------------------ | ---------------------------------------------------------------- |
| Gold     | –                  | Sieg                                                             |
| Silber   | –                  | 2. Platz                                                         |
| Bronze   | –                  | 3. Platz                                                         |
| Grün     | –                  | Platzierung in den Punkten                                       |
| Blau     | –                  | Klassifiziert außerhalb der Punkteränge                          |
| Violett  | DNF                | Rennen nicht beendet (did not finish)                            |
| Violett  | NC                 | nicht klassifiziert (not classified)                             |
| Rot      | DNQ                | nicht qualifiziert (did not qualify)                             |
| Rot      | DNPQ               | in Vorqualifikation gescheitert (did not pre-qualify)            |
| Schwarz  | DSQ                | disqualifiziert (disqualified)                                   |
| Weiß     | DNS                | nicht am Start (did not start)                                   |
| Weiß     | WD                 | zurückgezogen (withdrawn)                                        |
| Hellblau | PO                 | nur am Training teilgenommen (practiced only)                    |
| Hellblau | TD                 | Freitags-Testfahrer (test driver)                                |
| ohne     | DNP                | nicht am Training teilgenommen (did not practice)                |
| ohne     | INJ                | verletzt oder krank (injured)                                    |
| ohne     | EX                 | ausgeschlossen (excluded)                                        |
| ohne     | DNA                | nicht erschienen (did not arrive)                                |
| ohne     | C                  | Rennen abgesagt (cancelled)                                      |
| ohne     | keine WM-Teilnahme |                                                                  |
| sonstige | P/fett             | Pole-Position                                                    |
| sonstige | 1/2/3/4/5/6/7/8    | Punktplatzierung im Sprint-/Qualifikationsrennen                 |
| sonstige | SR/kursiv          | Schnellste Rennrunde                                             |
| sonstige | *                  | nicht im Ziel, aufgrund der zurückgelegten Distanz aber gewertet |
| sonstige | ()                 | Streichresultate                                                 |
| sonstige | unterstrichen      | Führender in der Gesamtwertung                                   |

### Le-Mans-Ergebnisse
| Jahr | Team                | Fahrzeug         | Teamkollege | Platzierung             | Ausfallgrund    |
| ---- | ------------------- | ---------------- | ----------- | ----------------------- | --------------- |
| 1958 | Automobili O.S.C.A  | OSCA Sport 750TN | Colin Davis | Rang 11 und Klassensieg |                 |
| 1959 | Alejandro de Tomaso | DB HBR5          | Colin Davis | Ausfall                 | Getriebeschaden |

### Sebring-Ergebnisse
| Jahr | Team                | Fahrzeug      | Teamkollege      | Teamkollege       | Teamkollege       | Platzierung            | Ausfallgrund          |
| ---- | ------------------- | ------------- | ---------------- | ----------------- | ----------------- | ---------------------- | --------------------- |
| 1956 | Alejandro de Tomaso | Maserati 150S | Isabelle Haskell |                   |                   | Ausfall                | Schalthebel gebrochen |
| 1957 | Argentine Auto Club | Osca MT4 750  | Isabelle Haskell |                   |                   | Ausfall                | Defekt                |
| 1958 | Automobili Osca     | Osca S750     | Isabelle Haskell | Robert Ferguson   |                   | Rang 8 und Klassensieg |                       |
| 1959 | Alejandro de Tomaso | Osca S750     | Isabelle Haskell | Denise McCluggage | Ricardo Rodríguez | Rang 18                |                       |

### Einzelergebnisse in der Sportwagen-Weltmeisterschaft
| Saison | Team                                 | Rennwagen                    | 1   | 2   | 3   | 4   | 5   | 6   | 7   |
| ------ | ------------------------------------ | ---------------------------- | --- | --- | --- | --- | --- | --- | --- |
| 1955   |                                      | Maserati A6GCS               | BUA | SEB | MIM | LEM | RTT | TAR |     |
| 1955   | 7                                    | Maserati A6GCS               |     |     |     |     |     |     |     |
| 1956   | Alejandro de Tomaso Isabelle Haskell | Maserati 150S                | BUA | SEB | MIM | NÜR | KRI |     |     |
| 1956   | Alejandro de Tomaso Isabelle Haskell | Maserati 150S                | 4   | DNF | DNF | DNF |     |     |     |
| 1957   | Osca Argentine Auto Club Madunina    | Osca S1500 Osca MT4          | BUA | SEB | MIM | NÜR | LEM | KRI | CAR |
| 1957   | Osca Argentine Auto Club Madunina    | Osca S1500 Osca MT4          | 6   | DNF |     | DNF | DNF | DNF | DNF |
| 1958   | Isabelle Haskell Osca                | Osca F2/S 1500 Osca S750     | BUA | SEB | TAR | NÜR | LEM | RTT |     |
| 1958   | Isabelle Haskell Osca                | Osca F2/S 1500 Osca S750     | DNF | 8   | DNF |     | 11  |     |     |
| 1959   | Alejandro de Tomaso                  | Osca S750 Osca FS1500 DB HBR | SEB | TAR | NÜR | LEM | RTT |     |     |
| 1959   | Alejandro de Tomaso                  | Osca S750 Osca FS1500 DB HBR | 18  |     | DNF | DNF |     |     |     |